# Adrianna Płaczek
Adrianna Płaczek (ur. 10 grudnia 1993 w Lesznie) – polska piłkarka ręczna, bramkarka. Reprezentantka Polski.

## Kariera sportowa

### Kariera klubowa
Wychowanka MKS-u Leszno, następnie zawodniczka Kusego Szczecin (2009–2011). W 2011 przeszła do Pogoni Szczecin, w której występowała przez kolejne sześć lat. W sezonie 2015/2016, w którym wywalczyła ze szczecińskim zespołem wicemistrzostwo Polski, portal Sportowe Fakty wybrał ją najlepszą bramkarką Superligi. Będąc zawodniczką Pogoni, występowała też w europejskich pucharach – w sezonie 2014/2015 zajęła ze swoją drużyną 2. miejsce w Challenge Cup, a w sezonach 2015/2016 i 2016/2017 grała w Pucharze EHF. W 2017 przeszła do francuskiego Fleury Loiret Handball. od 2017 zawodniczka francuskiego Fleury Loiret Handball. Od sezonu 2019/2020 reprezentuje barwy Nantes Atlantique Handball. W 2021 zwyciężyła ze swoim zespołem w rozgrywkach Ligi Europejskiej.

### Kariera reprezentacyjna
W 2012 wystąpiła w mistrzostwach świata U-20 w Czechach, podczas których zagrała w dziewięciu meczach, broniąc ze skutecznością 27% (31/115).
W reprezentacji Polski seniorek zadebiutowała 1 czerwca 2016 w wygranym meczu z Finlandią (33:11). W grudniu 2016 uczestniczyła w mistrzostwach Europy w Szwecji, podczas których broniła ze skutecznością 30% (15/50). Reprezentowała Polskę na mistrzostwach świata w 2017, w których broniła ze skutecznością 33% (72/218), a także mistrzostwach świata w 2021 oraz mistrzostwach Europy w 2018, mistrzostwach Europy w 2020 i mistrzostwach Europy w 2022 (broniła ze skutecznością 35% (30/86)).

## Sukcesy

### Klubowe

#### SPR Pogoń Szczecin
- Mistrzostwa Polski:
  -  2015
  -  2016
- Puchar Polski:
  -  2014, 2015
  -  2016
- Challenge Cup:
  -  2015

### Indywidualne
- Najlepsza bramkarka Superligi według Sportowych Faktów: 2015/2016[2]
- Nominowana do najlepszej bramkarki ligi francuskiej w sezonie 2018/2019[14]
- Najskuteczniejsza bramkarka w sezonie 2018/2019 ligi francuskiej, skuteczność 32% (265/839)[15]